# バウハウス (グラフィックデザイン)
株式会社バウハウスは、日本のグラフィックデザイン事務所。

グラフィックデザインを中心に、ブランディング、Webデザイン・CMSデザイン。
日本酒のプロデュース、ブランディング。
緊張感のあるデザインと渡邉のイズムをよく理解しているスタッフで構成されている。

## 沿革
- 1993年  - 株式会社バウハウス　設立  代表取締役に渡邉勝則が就任
- 1996年  - 国際デザインセンター設立に参加　デザインセンター　デザイン・ラボ入居
- 1997年  - 分室／株式会社バウハウス・セカンドステージ設立
- 1999年  - 12月1日〜6日　BAUHAUS展（設立5周年企画展）「Quality of Life」国際デザインセンター　デザインギャラリー4階
- 2001年  - BAUHAUSの地へ研修旅行（ドイツベルリン、デッサウ、ワイマール）、安住の地を求め事務所の購入　中区栄から中区丸の内三丁目に移転
- 2003年  - 世界グラフィックデザイン会議 10月8日〜13日　世界グラフィックデザインフェア2003/デザインでパートJR名古屋タカシマヤで開催（B-Products第一弾商品「座椅子」3種を展示販売）主催：（公社）日本グラフィックデザイナー協会

10月15日〜24日BAUHAUS 10展（設立10周年企画展）平和紙業／ヴェラム、渡邉勝則グラフィックデザイン個展（ポスター50点）の同時開催
- 2008年  - BAUHAUS 15展（設立15周年企画展）セントラル画材／セントラル・アートギャラリー
- 2010年  - appleとの申請契約　アプリケーション制作開始
- 2011年  - iPhone、iPad APP 企画制作開始
- 2012年  - CMSホームページ企画制作開始
- 2013年  - 4月1日 BAUHAUS 20展（設立20周年企画展）
- 2014年  - you:i soco開始　活字・活版印刷を使ったグリーティングカード等のオンラインショップ
- 2017年  - 日本酒のプロデュース「酒楽。」をスタート。蔵元とコラボレーションして新酒のブランディング、企画、イベント、販路開拓、オンラインショップの展開

you:i socoの新展開_「酒楽。」「BOW」
楽天とのコラボ